# Louis Bennison
Louis Bennison (17 de octubre de 1884-9 de junio de 1926) fue un actor estadounidense que trabajó en obras teatrales y en películas mudas, conocido principalmente por sus apariciones en películas de género wéstern. Nació en Oakland, asistió a la Universidad de California en Berkeley, e hizo apariciones en obras como The Unchastened Woman (1915) y Johnny Get Your Gun. Tuvo varios papeles protagónicos en varias películas e hizo su primera aparición en Damaged Goods en 1914, otras de sus apariciones en películas incluyen Pretty Mrs. Smith (1915), Oh, Johnny! (1918) e interpretó al personaje principal en Speedy Meade (1919). En la década de 1920, Bennison mantenía una relación con la actriz de Broadway Margaret Lawrence, y el 9 de junio de 1929, los dos fueron encontrados muertos en el apartamento de Lawrence en Nueva York, siendo resultado de un asesinato-suicidio con arma de fuego. La policía creía que su muerte estaba relacionada con el alcoholismo.

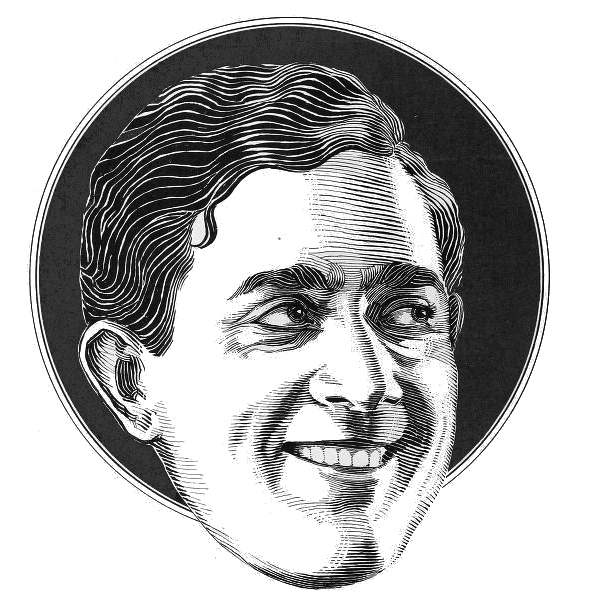
Xilografía de Louis Bennison c. 1919

## Filmografía
- Damaged Goods - Dr. Clifford (1914)
- The Keeper of the Flock (1915) (cortometraje)
- Pretty Mrs. Smith - Mr. Smith No. 1, Ferdinand (1915)
- Oh, Johnny! - Johnny Burke (1918)
- Sandy Burke of the U-Bar-U - Sandy Burke (1919)
- Speedy Meade - Speedy Meade (1919)
- The Road Called Straight - Al Boyd (1919)
- High Pockets - 'High Pockets' Henderson (1919)
- A Misfit Earl  - Jim Dunn (1919)
- Lavender and Old Lace - Capitán Charles Winfield / Carl Winfield (1921)